# Kabuki

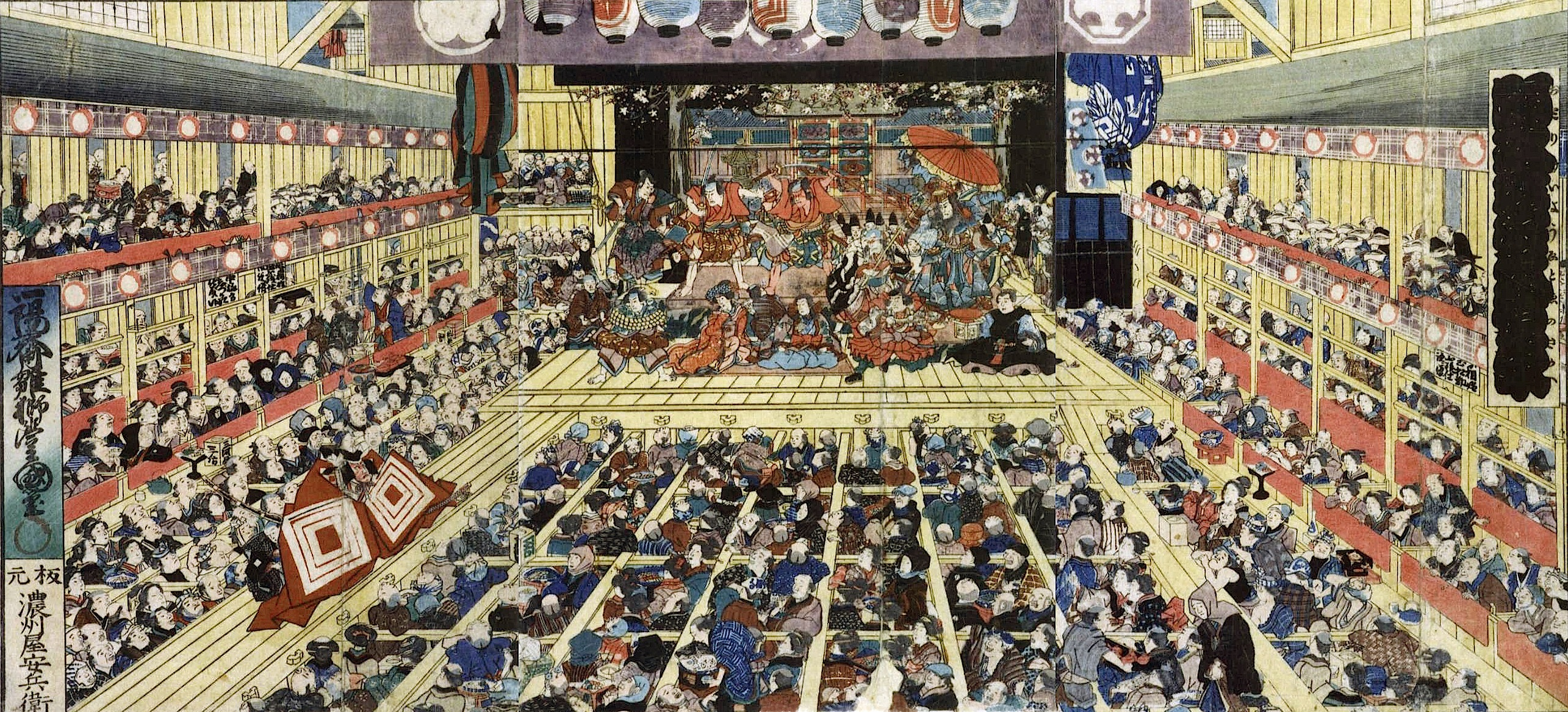
Scenă dintr-o piesă kabuki din 1858

Kabuki (歌舞伎 în limba japoneză) este unul din cele trei mari stiluri de teatru japonez (împreună cu nō și bunraku), jucată în prezent doar de actori. Durata medie a unei piese kabuki este de 5 ore (incluzând pauzele).

## Originile
Începuturile și le are în prima perioadă a secolului al XVII-lea, cand era un fel de spectacol de varietăți jucate de trupe de actori itineranți. În perioada Genroku (1688-1704) era deja o formă matură de exprimare teatrală, iar în perioada Edo (1688- 1868) a devenit cea mai populară formă de teatru.
Crearea stilului kabuki îi este atribuită lui Okuni, o angajată a templului Izumo, care conform unor documente împreună cu trupa sa (în marea lor majoritate femei) jucau schițe vesele și dansau pe albia uscată a râului Kamogawa din Kyoto încă de prin 1603. 

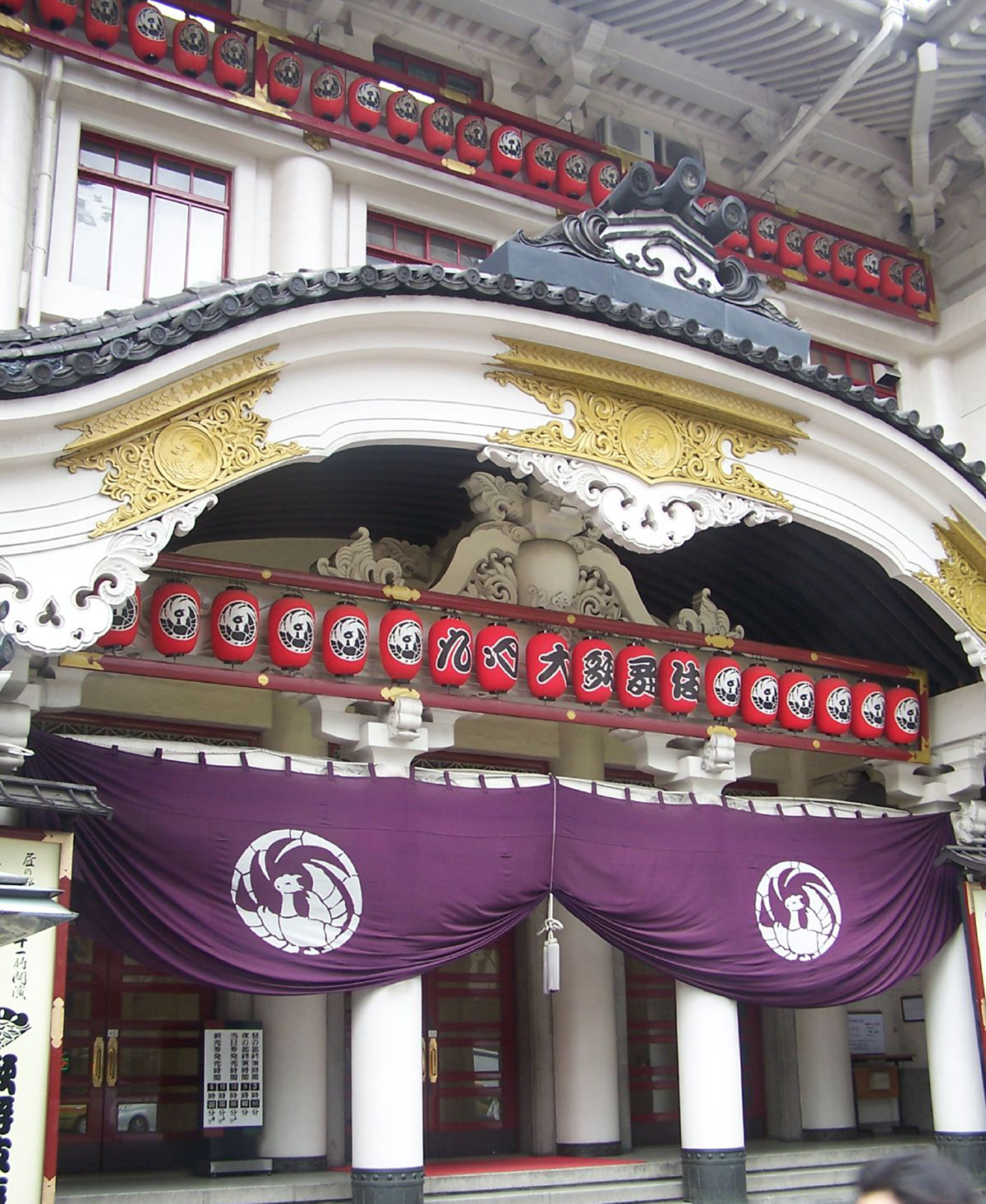
Teatrul Kabuki din Tokio

Numele kabuki (care astăzi este o combinație a ideogramelor pentru cântec, dans și artă), a fost, se pare, ales pentru că avea conotații sonore cu „șocant”, „neobișnuit”. Popularitatea pieselor sa datora nu în mică măsură scenelor senzuale și erotice, ceea ce deseori ducea la bătăi între spectatori pe seama actrițelor (care practicau și prostituția). De aceea șogunatul Tokugawa (1603-1867) a interzis participarea femeilor la spectacolele kabuki, așa-numitul onna kabuki în 1629. De aceea wakashu kabuki (kabuki jucat de tineri actori) devine foarte popular, dar este și el interzis în 1652, tot datorită unor scandaluri (se pare că tinerii actorii își vindeau și ei favorurile). Șogunatul a cerut ca spectacolele să fi reformate fundamental, astfel apărând yarō kabuki (kabuki jucat de bărbați adulți). Acești actori trebuiau, printre altele, să-și radă părul de pe frunte, ca semn că este adult.
Pe la mijlocul secolului al XVII-lea s-au construit clădiri permanente de teatru kabuki la Kyoto, Osaka și Edo (viitorul Tokio).
În anul 1688 (când începe era Genroku), existau trei tipuri de spectacole kabuki:
- jidai-mono (piese pe teme istorice)
- sewa-mono (piese pe teme de familie)

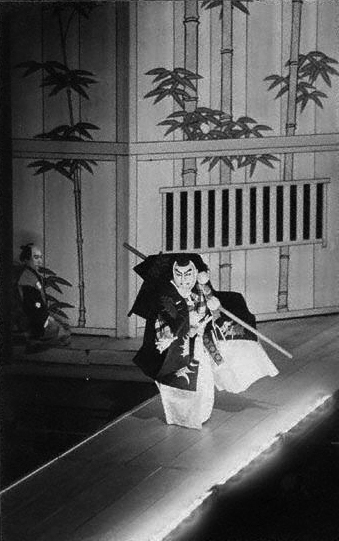
Scena hanamichi

- shosagoto (dansuri)

## Scena
În secolul al XVIII-lea Shōzō Namiki (un cunoscut regizor de kabuki) a inventat scena turnantă, numită mawaributai după ce cu vreo sută de ani înainte a fost folosită pentru prima dată cortina (care totdeauna are dungi late negre, verzi și portocalii) și scena auxiliară hanamichi, care leagă scena principală cu mijlocul sălii, având o lungime de 16–18 m și o lățime de 1,5-1,8 m.
Partea din stânga a scenei (văzută din sală este partea dreaptă) se numește kamite și este locul de onoare, fiind folosită de personajele principale, oaspeți, mesageri importanți etc.
Partea din dreapta a scenei (văzută din sală este partea stângă) se numește shimote și este locul ocupat de personajele secundare, servitori etc., majoritatea intrărilor pe scenă au loc din partea aceasta folosind hanamichi.

## Costumele
Atât costumele, perucile cât și machiajul sunt alese potrivit rolului. Costumele din piesele pe teme istorice, jidaimono, sunt mai elegante, stilizate, așa cum le purtau membrii nobilimii în perioada descrisă în piesă. Costumele în piesel pe teme domestice, sewamono, reflectă mai ales îmbrăcămintea purtată de populația perioadei Edo. Iar costumele din piesele de dans, shosagoto, sunt cele mai colorate.
Perucile diferă depinzând de vârsta personajului, statutul social, ocupația, perioada istorică etc.
Machiajul depinde de rol, cel mai cunoscut stil fiind kumadori, care seamănă cu o mască și are vreo sută de variante.

## Actorii
Joacă atât rolurile bărbătești cât și cele femeiești (numite onnagata).
Fiecare actor aparține unei „familii” de actori (organizată strict ierahic), al cărei nume îl folosește. După mulți ani de ucenicie, poate primi alt nume care este o recunoaștere a statutului elevat pe care l-a atins. Primirea unui nou nume are loc într-un mod festiv, solemn, ceremonia numindu-se shūmei. La ea participă multă lume, colegii de breaslă, iar personajul principal ține o cuvântare (numită kōjō) în care le cere sprijinul celor prezenți ca să poată purta numele nou cu demnitate. Unul dintre cele mai ilustre nume de actor kabuki este Danjurō Ichikawa, care a fost folosit pentru prima dată încă la începuturile teatrului kabuki.